# Фахри Корутурк
Фахри Корутурк (тур. Fahri Korutürk; Истанбул, 3. август 1903 — Истанбул, 12. октобар 1987) био је турски морнарички официр, дипломата и 6. председник Турске.

## Биографија
Похађао је школу за морнаричке кадете 1916, на којој је дипломирао 1923. године. Морнаричку академију дипломирао је 1933. године. Обучавао се на крстарицама и подморницама.
Године 1936, учествовао је на мировној конференцији као војни саветник. Био је и морнарички аташе у Риму, Берлину и Стокхолму. Године 1950. постао је контраадмирал, заповедао с неколико војних јединица док није постао адмирал.
Године 1960. пензионисан је с положаја заповедника турске морнарице. Тадашњи председник Џемал Гурсел именовао га је у Сенат. Председник Џевдет Сунај предложио га је Великој народној скупштини Турске, те је Корутурк тако постао шести председник Турске. Положио је заклетву 6. априла 1973, а одступио на исти датум 1980. године, након одслуженог седмогодишњег мандата. Након тога је постао доживотни сенатор.
Презиме Корутурк дао му је Кемал Ататурк. Од 1944. до смрти био је ожењен с Емел. Имали су троје деце.
Умро је у Истанбулу, али је сахрањен на Турском државном гробљу у Анкари.